# Prisloppas

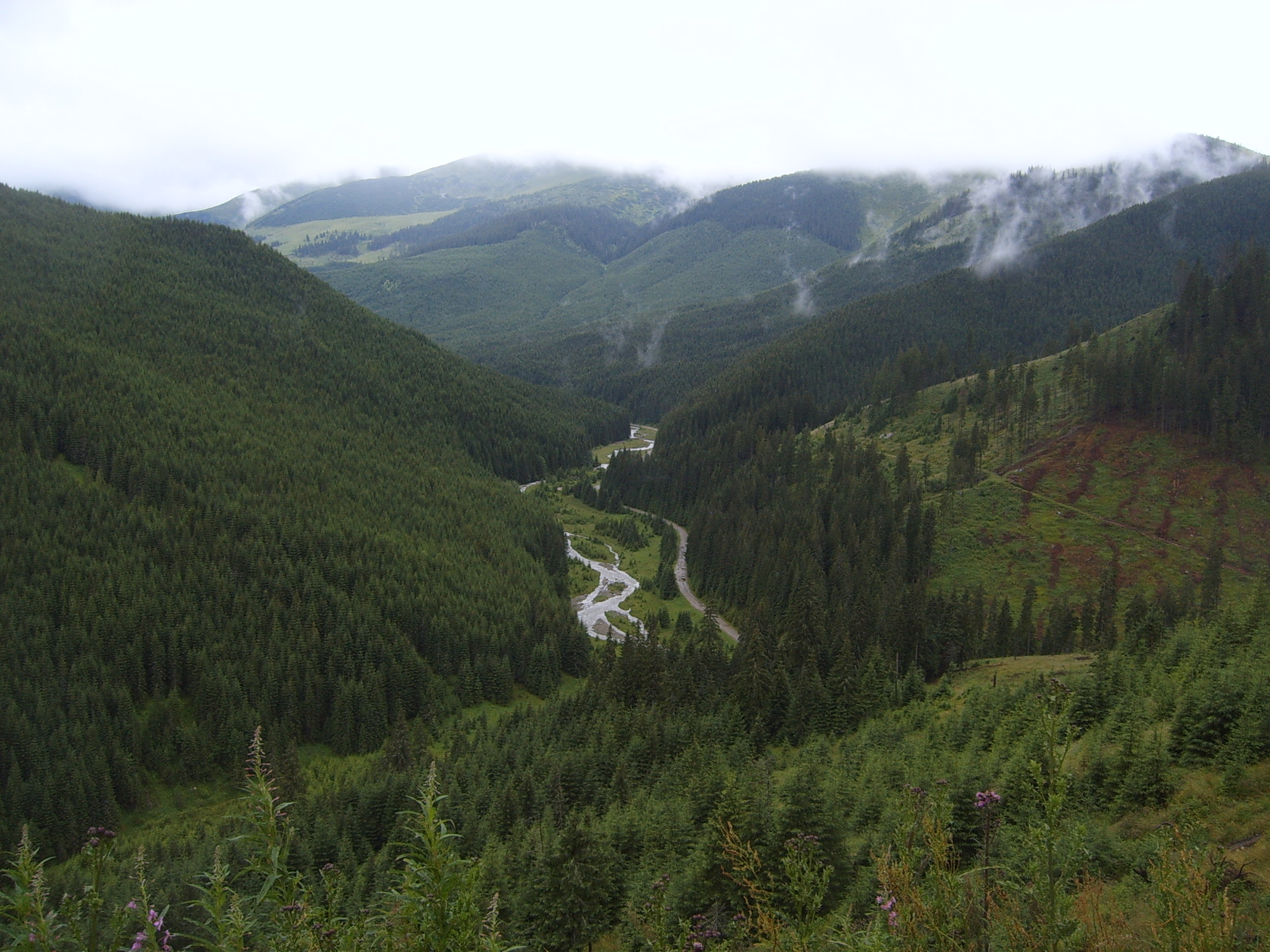
Landschap bij de Prisloppas (Bistriţa rivier, oost van de pas)

De Prisloppas is een 1416 m hoge bergpas in de Karpaten in het noorden van Roemenië.
De pas verbindt de rivierdalen van de Vișeu en de Bistrița en daarmee de historische landsdelen Maramureș en Moldavië.
De pas vormt ook de scheiding tussen het Maramureșgebergte in het noorden en het Rodnagebergte in het zuiden en daarmee tussen respectievelijk de Beskiden (Woudkarpaten) en de Oostelijke Karpaten.
De Prisloppas is bekend om zijn grote volksdansfestival Hora la Prislop, dat jaarlijks op de eerste of tweede zondag van augustus plaatsvindt. Op de grens tussen de verschillende landsdelen (Maramureș, Moldavië en ook Transsylvanië) wordt de onderlinge band gevierd door het dansen van hora's. Het festival is voortgekomen uit een schapenmarkt.